# 郑镇憙
郑镇憙（1999年3月24日—），韩国女子手球运动员，司职守门员，曾就读于韓國體育大學，2022年亚洲女子手球锦标赛金牌得主、2022年亚洲运动会女子手球银牌得主。